# Сохрякова, Елена Сергеевна
Еле́на Серге́евна Сохряко́ва (род. 4 ноября 1990, Улан-Удэ) — российская конькобежка. Участница XXIV Зимних Олимпийских Игр в Пекине 2022г. Мастер спорта России международного класса (2019), 3-кратная чемпионка России на отдельных дистанциях, многократная призёр чемпионатов России, 2-кратный призёр Всемирной Зимней Универсиады 2017. Выступала за ЦСП по ЗВС (Сочи), СДЮСШОР №8 "Спартак" (Иваново).

## Биография
Елена Сохрякова родилась в Улан-Удэ. Ещё в детстве её родители развелись и мама вернулась в родной город Иваново. Елена начала кататься на коньках в возрасте девяти лет. В 1999 году в школу, где она училась, пришла её первый тренер Елена Владимировна Голубева. Она пригласила в секцию конькобежного спорта весь класс. Однако через месяц остались ходить человек 7-8, а через год – и вовсе она одна. Юная спортсменка летом каталась на роликах, а зимой на коньках. 
С 13 лет тренировалась у Ольги Алексеевны Кувшиновой. В сезоне 2006/2007 успешно выступала в региональных юниорских соревнованиях и в марте 2007 года стала серебряным призёром в Челябинске на зимней Спартакиаде учащихся в командной гонке. 
В 2008 году заняла 3-е место в многоборье на молодёжном чемпионате России, и в ноябре дебютировала на Кубке мира среди юниоров, где выиграла "бронзу" в командной гонке на этапе в Германии и "серебро" в Нидерландах в марте 2009 года. В феврале 2010 года на I Всероссийской зимней Универсиаде стала серебряным  призёром в забеге на 1000 метров и бронзовым на 3000 метров, следом выиграла чемпионат России среди юниоров в многоборье и "серебро" в финале Кубка мира среди юниоров в забеге на 3000 метров и в командной гонке. 
Звёздными для воспитанницы 8-й областной спортшколы "Спартак" стали 2010 и 2011 годы. На чемпионате мира среди юниоров в Москве стала обладательницей малой бронзовой медали на дистанции 3000 метров. В 2011 году в Сочи открыли центр спортивной подготовки по зимним видам спорта и она стала выступать за Краснодарский край. В марте того года, в Челябинске, выиграла чемпионат России на дистанциях 3000 и 5000 метров и успешно ворвалась во взрослую команду. Елена отобралась на этапы Кубка мира, а потом наступил затяжной спад в результатах.
В октябре 2011 года на чемпионате России Елена выиграла серебряную медаль в забеге на 5000 метров, а через год заняла 3-е место в забеге на 3000 метров. В марте 2013 года дебютировала на чемпионате мира на отдельных дистанциях, где финишировала на дистанции 3000 метров только на 23-м месте. После не очень хорошего сезона 2013/2014 Сохрякова участвовала в декабре 2014 года на II чемпионате мира среди студентов в Алма-Ате и завоевала три бронзовые медали в забегах на 1500, 3000 и 5000 метров. В январе 2015 года на чемпионате России в Коломне она стала серебряным призёром в забеге на 5000 метров.
В марте 2015-го стала обладателем Кубка России в забеге на 3000 метров и бронзовым призёром на 1500 метров, а в декабре выиграла многоборье Кубка России. В феврале 2016 года на IV Всероссийской зимней Универсиаде завоевала серебряные медали в забегах на 1000 и 1500 метров. В феврале 2017 года на XXVIII зимней Универсиаде в Алма-Ате Елена Сохрякова выиграла "бронзу" в забеге на 3000 метров и "серебро" в командной гонке. На чемпионате России в Коломне также стала третьей в командной гонке и выиграла "золото" в командном спринте.
В сезоне 2017/2018 на очередном чемпионате России на отдельных дистанциях финишировала на третьем месте на дистанции 5000 метров, а в марте 2018 года выиграла серебряную медаль на чемпионате России в классическом многоборье. В начале сезона 2018/2019 на чемпионате страны Елена вновь стала серебряным призёром на дистанции 5000 метров и бронзовым на 3000 метров, после чего отправилась на Кубок мира в составе сборной. На этапе в Японии она выиграла забег 1500 метров в дивизионе "В". 
В феврале 2019 года, через 6 лет, после первого выступления, участвовала на чемпионате мира на отдельных дистанциях, где заняла 8-е место на дистанции 5000 метров и 10-е на 3000 метров. В ноябре стала обладательницей серебряной и бронзовой медалей в забегах на 5000 и 3000 метров на чемпионате России и поехала в январе 2020 года на дебютный чемпионат Европы на отдельных дистанциях, где стала 13-й в беге на 3000 метров. В феврале на чемпионате мира в Солт-Лейк-Сити заняла 10-е место в забеге на 5000 метров, 15-е в масс-старте и была дисквалифицирована на 3000 метров.
В сезоне 2020/2021 30-летняя спортсменка выиграла бронзовые медали на чемпионате России в забеге на 5000 метров и в многоборье, а в 2022 году серебряные медали на дистанциях 3000 и 5000 метров. В январе 2022 года на чемпионате Европы на отдельных дистанциях финишировала на 7-м месте в масс-старте, а в феврале дебютировала на зимних Олимпийских играх в Пекине, заняв там 19-е место в масс-старте и 22-е в беге на 1500 метров. Елена приостановила карьеру в 2022 году и готовилась стать мамой. Она не выступала в сезоне 2022/2023.
| Год  | Чемпионат Европы отдельные дистанции | Чемпионат мира на отдельных дистанциях | Олимпийские игры | Кубок мира                                | Чемпионат мира среди юниоров               |
| ---- | ------------------------------------ | -------------------------------------- | ---------------- | ----------------------------------------- | ------------------------------------------ |
| 2010 |                                      |                                        |                  |                                           | 6e · (11e, 9e, 11e, ) · 5e командная гонка |
|      |                                      |                                        |                  |                                           |                                            |
| 2013 |                                      |                                        |                  | 23e 3000 м                                |                                            |
|      |                                      |                                        |                  |                                           |                                            |
| 2019 |                                      | 10e 3000 м 8e 5000 м                   |                  | 19e 1500 м 11e 3000/5000 м 29е масс-старт |                                            |
| 2020 | 13e 3000 м                           | DQ 3000 м 10e 5000 м                   |                  | 21e 3000/5000 м                           |                                            |
|      |                                      |                                        |                  |                                           |                                            |
| 2022 | 7е масс- старт                       |                                        | 22e 1500 м       |                                           |                                            |

* В скобках указано место на соответствующей дистанции (500 м, 3000 м, 1500 м, 5000 м).
NC — не отобралась на заключительную дистанцию.
DQ — дисквалификация.

## Личная жизнь и семья
Елена выпускница 2016 года Ивановского государственного энергетического университета на факультете "Теплоэнергетики".. Она получила диплом тренера в Ивановском государственном университете в 2019 году. 4 февраля 2023 года Елена Сохрякова стала мамой прекрасного мальчика Степана.